# Fikser
Een fikser - de Engelse schrijfwijze fixer wordt ook gebruikt - is een lokale contactpersoon die wordt ingeschakeld door een buitenlandse verslaggever of correspondent om hem of haar te helpen bij diens journalistieke werk. Het kan gaan om tolk- en vertaaldiensten, om gidswerk, om het bemiddelen of assisteren bij het verkrijgen van documenten, onderdak, vervoer en communicatiefaciliteiten en om het aanboren van informatiebronnen die anders door taal- en cultuurverschillen of als gevolg van veiligheidsproblemen minder toegankelijk zouden zijn.
Fiksen betekent gedaan krijgen, regelen. Een fikser kan bijvoorbeeld een plaatselijke journalist zijn die goed op de hoogte is van de situatie en de inheemse talen of dialecten spreekt. Hij of zij kan de reporter, bijvoorbeeld een oorlogsverslaggever voor wie hij/zij werkt, wijzen op mogelijkheden en gevaren en op lokale gebruiken en tradities die van invloed kunnen zijn op het maken van een reportage.
Het Groene Boekje kent alleen de versie 'fixer'.